# Dewey Bunnell
Lee Merton Bunnell, detto Dewey (Harrogate, 19 gennaio 1952), è un cantante, chitarrista e compositore britannico naturalizzato statunitense, membro fondatore del gruppo America.

## Biografia
Nato in Inghilterra, ha incontrato a Londra Gerry Beckley e Dan Peek, con cui ha fondato gli America tra il 1969 e il 1970.
Come gli altri componenti del gruppo, Bunnell è autore, esecutore e cantante dei brani interpretati.
Nel 1973 si è trasferito nella Contea di Marin (California) con la moglie di allora, Vivien, dalla quale ha divorziato nel 1999. Nel 2002 si è risposato con Penny.

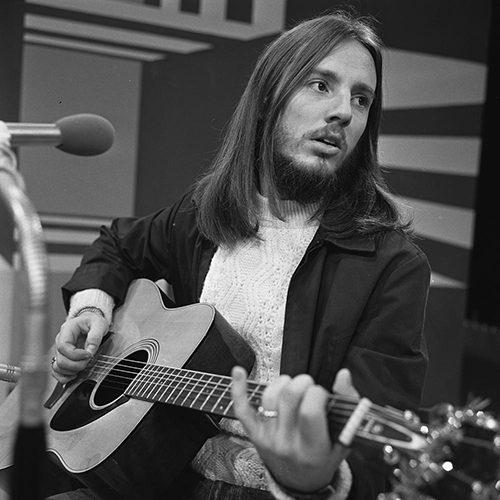
Bunnell nel 1972

Come membro degli America è stato inserito nella Hollywood Walk of Fame nel febbraio 2012.